# مدرسة طب شفيلد
مدرسة طب شفيلد (بالإنجليزية: Sheffield Medical School)‏ هي إحدى المدارس لتعليم الطب في المملكة المتحدة. مركز هذه المدرسة الطبية هو جامعة شفيلد. تم تأسيس هذه المدرسة رسمياً في عام 1828. مساهمة مع مستشفى هالامشير الملكية.